# Wonder Project J2: Koruro no Mori no Josette
Wonder Project J2: Koruro no Mori no Josette (ワンダープロジェクト J2 コルロの森のジョゼット) est un jeu vidéo de simulation de vie sorti en 1996 sur Nintendo 64 uniquement au Japon,. Le jeu a été développé par Givro et édité par Enix.
Le jeu est la suite de Wonder Project J: Kikai no Shōnen Pīno, sorti sur Super Nintendo.

## Accueil
Jeff Gerstmann de GameSpot critique l'apparence du jeu, « résolument 16-bit », et l'aspect sonore peu développé. Selon lui, vu qu'« elle repose presque exclusivement sur les textes pour montrer les interactions entre les personnages, l'action (si on peut appeler cela ainsi) devient rapidement une corvée ennuyeuse, même pour ceux qui savent lire couramment le japonais. »
Le testeur de Joypad affirme que le jeu est « un produit extraordinaire, fantastique, mais intéressant uniquement pour qui connait le japonais. ». Il regrette que la réalisation ne soit pas à la hauteur des capacités de la console.
Reyda Seddiki de Player One regrette que le jeu soit rébarbatif, malgré un « concept d'intelligence artificielle » intéressant. Il pointe aussi du doigt la sous-utilisation des capacités de la Nintendo 64.